# Cuba en los Juegos Olímpicos de Helsinki 1952
Cuba estuvo representada en los Juegos Olímpicos de Helsinki 1952 por un total de 29 deportistas masculinos que compitieron en 8 deportes.
El portador de la bandera en la ceremonia de apertura fue el jugador de baloncesto Fico López. El equipo olímpico cubano no obtuvo ninguna medalla en estos Juegos.